# Lirik Area
Lirik Area is een bestuurslaag in het regentschap Indragiri Hulu van de provincie Riau, Indonesië. Lirik Area telt 445 inwoners (volkstelling 2010).